# Apanteles platyptiliovorus
Apanteles platyptiliovorus är en stekelart som beskrevs av Blanchard 1965. Apanteles platyptiliovorus ingår i släktet Apanteles och familjen bracksteklar. Inga underarter finns listade i Catalogue of Life.